# Wirikuta

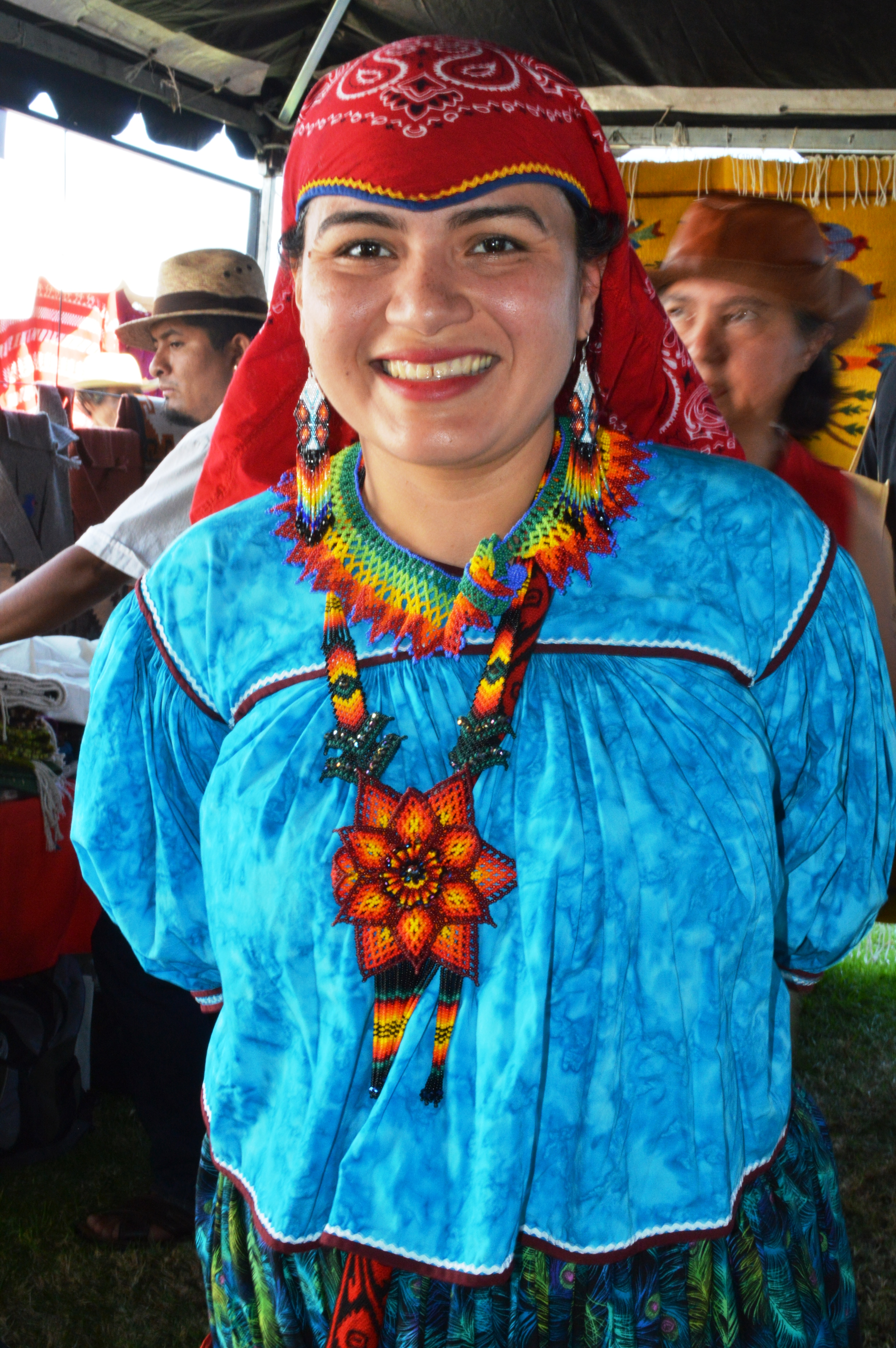
Représentante du centre Huichol en costume traditionnel

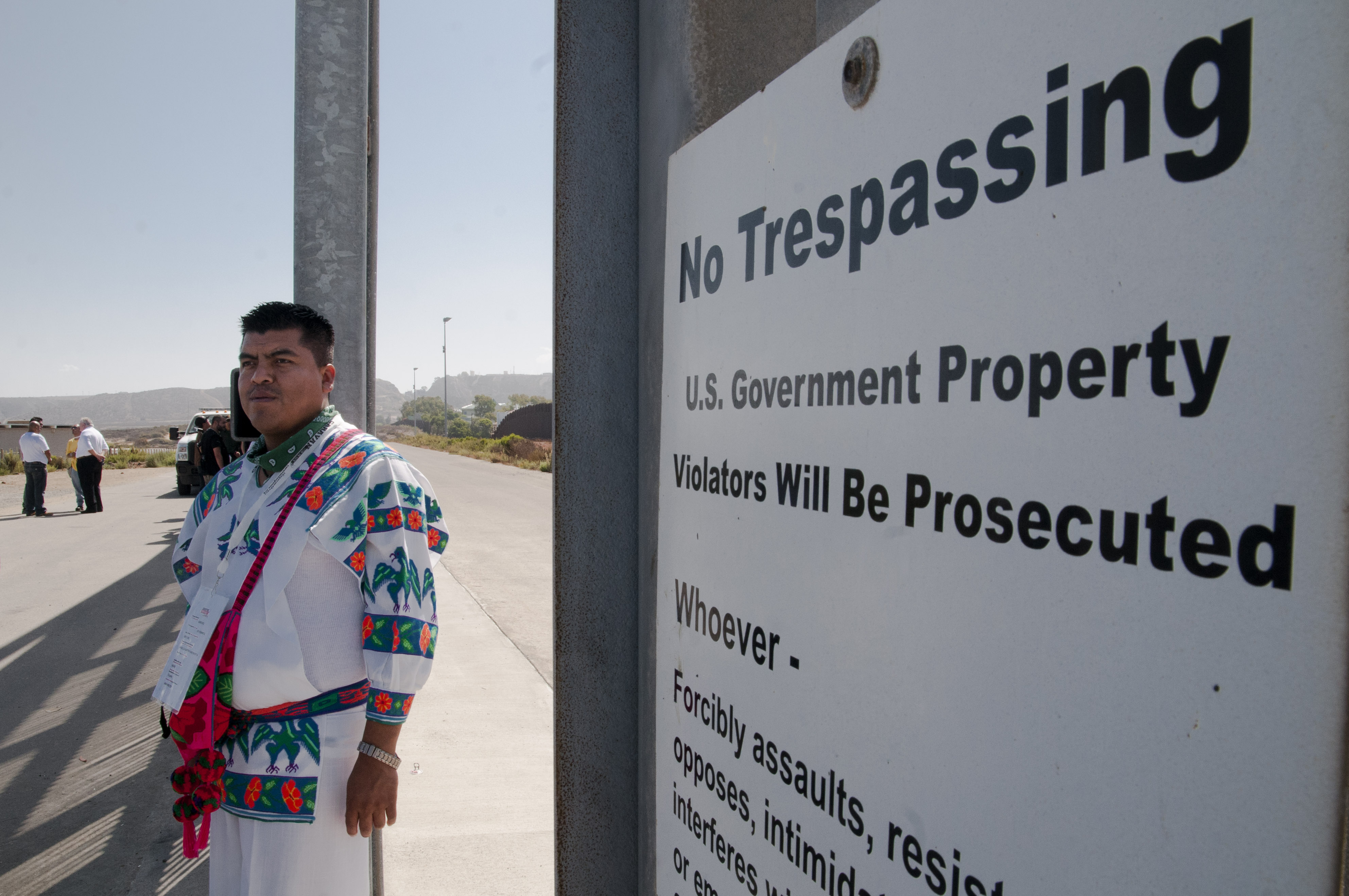
Porte parole de Wirikuta à la frontière avec les États-Unis

Wirikuta est un site en altitude, au centre du Mexique, considéré comme sacré par les Indiens Wixarica (Huichol). Dans la mythologie wixarica, Wirikuta correspond à l'endroit où fut créé le monde. Ce site, d'une superficie de 140 212 hectares, proche du village Real de Catorce, est situé entre la Sierra Madre occidentale et les montagnes de l'état de Zacatecas.
Grâce à son importance mythologique, Wirikuta est un lieu de pèlerinage et un centre touristique.

Wirikuta est aussi connu pour être un point de consommation du cactus peyotl, qui provoquerait des hallucinations.
Le site serait menacé par des projets d'exploitation miniers de l'argent : en effet, le gouvernement mexicain a vendu des concessions correspondant à une partie de ce site, malgré les protestations des tribus huichols.

Deux projets en particulier concerneraient l'exploitation de lots situés sur le site de Wirikuta par des sociétés canadiennes:
- La Luz Silver Project, de la société First Majestic Silver[5],
- Universo, de la société Revolution Resources [6].